# Cluniella distincta
Cluniella distincta is een hooiwagen uit de familie Triaenonychidae.